# Gerhard Maasz
Gerhard Maasz (Hamburg, 9 februari 1906 – Ronco sopra Ascona, 28 april 1984) was een Duits componist, dirigent, violist, pianist en slagwerker.

## Levensloop
Maasz kreeg eerste vioolles van zijn vader, de violist Max Maasz; het piano leerde hij autodidactisch te bespelen. Later studeerde hij bij   Robert Müller-Hartmann (1884-1950) aan het Bernuthsche Konservatorium der Musik in Hamburg. Vervolgens studeerde hij bij Stephan Krehl (1864-1924) en Paul Graener (1872-1944) (compositie) aan de Felix Mendelssohnschool voor muziek en theater in Leipzig.
Na het behalen van zijn diploma's ging hij vanwege ziekte in kuur naar Arosa en kreeg aldaar in het kuurorkest zijn eerste baan als violist, pianist en slagwerker. Vanaf zijn 18-jarige leeftijd reisde hij als componist en acteur van de theatergroep van Haass-Berkow door heel Europa en werkte vervolgens aan het stedelijk theater in Osnabrück en aan het Landestheater Braunschweig als correpetitor en dirigent.
Van 1929 tot 1936 werkte hij als programmaverantwoordelijke en dirigent bij de in 1924 pas opgerichte Nordische Rundfunk AG (NORAG), de voorganger institutie van de huidige Norddeutsche Rundfunk (NDR). In deze periode dirigeerde hij de eerste omroepopname van Mathis der Maler, van de van hem buitengewoon gewaardeerde Paul Hindemith. Diens muziek viel echter nadat de nazi's in 1933 aan de macht waren gekomen onder wat die Entartete Kunst noemden. Toch voerde hij ook na 1933 nog werk van Hindemith uit.
Maasz sloot zich in mei 1933 bij de NSDAP aan en werd in 1936 benoemd tot Musikreferent der Hauptabteilung Musik im Kulturamt der Reichsjugendführung Berlin. In 1938 werd hij chef-dirigent van het Landesorchester Gau Württemberg-Hohenzollern in Stuttgart, nu: Stuttgarter Philharmoniker, en bleef in deze functie tot 1944. Als NSDAP-lid schreef hij diverse werken met nationaalsocialistische inslag, zoals de cantate Ewiges Volk (1936), Deutscher Choral (1937) en U-Bootlied:  Zieh dir das Lederpäckchen an (1941). 
Tijdens de Tweede Wereldoorlog werkte onder meer als dirigent in het door de Duitsers bezette Parijs.
Zijn houding ten opzichte van de nazi's bezorgde hem in 1945 een plaats op een zwarte lijst van de Amerikaanse bezettingsautoriteiten. Hij werd uiteindelijk als meeloper gekwalificeerd en kon zich vestigen als freelance kunstenaar en muzikant. Vanaf 1951 was hij een resolute bevorderaar van muziek in het (nieuwe) medium televisie en dirigeerde zelf de eerst televisieopera's binnen de NDR. Hij bleef tot 1966 in deze functie. Hij was een groot bewonderaar van Johannes Brahms en verzamelde in het loop van de jaren een groot archief met originele manuscripten, partituren, berichten en brieven van deze componist. Daarnaast richtte hij een stichting voor een Brahms-prijs op en was in een commissie van de Johannes-Brahms-Gesellschaft Hamburg - Internationale Vereinigung e.V. in Hamburg en werd later hun erelid.
In 1967 verhuisde hij naar Ticino en vestigde zich in Ronco sopra Ascona. Aldaar wijdde hij zich - naast werkzaamheden als gastdirigent van concerten en omroepopnames in verschillende landen - ook het lokale muziekleven als dirigent van amateurorkesten en een gemengd koor. Verder organiseerde en dirigeerde hij vele muzikale evenementen, waaronder zomerserenades op de Brissagoeilanden alsook twee concerten met de Stuttgarter Philharmoniker in Locarno. Hij was medeoprichter van de jeugdmuziekschool in Locarno. Meerdere decennia was hij artistieke leider van de Herzberger Bach- und Mozartwochen in de buurt van Aarau.
Als componist is hij voor orkest-, harmonieorkest- en kamermuziekwerken, maar ook vocale muziek bekend. In 1983 richtte hij de Gerhard Maasz-stichting op, die als doel heeft, tweejaarlijks een compositiewedstrijd te organiseren.

## Composities

### Werken voor orkest
- 1930 Musik nr. 1, voor kamerorkest
- 1936 Handwerkertänze - Nach alten Zunftrufen und -weisen, voor orkest
- 1938 Drei nordische Tänze, voor kamerorkest
- 1955 Concertino, voor hobo en strijkorkest
- 1959 Deutscher Choral, voor strijkorkest
- 1961 Partita, voor dwarsfluit, piano en strijkorkest
- 1967 Tripartita, voor drie dwarsfluiten, klavecimbel/piano en strijkorkest
- 1. Suite in A majeur, voor orkest
- Bilder aus Hamburg, voor orkest
- Britannica, suite voor kamerorkest (dwarsfluit, hobo, strijkers en slagwerk)
- Concert in a mineur, voor cello en orkest
- Concertante suite, voor 3 elektronica en orkest
- Eine Märchenmusik. Suite aus der Musik für Abenteuer von “Gockel, Hinkel und Gacheleia”, naar Clemens Brentanos gelijknamig sprookje voor kamerorkest 
  1. Kleines Vorspiel
  2. Abendlied
  3. Katzentanz und Mäusetrio
  4. Zaubermusik und Gesang der Nachtigall
  5. Fröhlicher Ausklang
- Fantasie, voor piano en orkest
- Festlicher Reigen, voor orkest
- Finnische Rhapsodie, voor orkest
- Heptameron, voor orkest
- Italienische Lustspielmusik, voor orkest
- Jankele und Riwkele, suite naar Joodse volksliederen voor orkest
- Lob der Freundschaft, voor dwarsfluit en strijkorkest
- Lob des Handwerks, ouverture voor orkest
- Marche joyeuse, voor orkest
- Musica, no. 2, voor orkest
- Musik, voor altviool en orkest
- Musik, voor piano en orkest
- Musik, voor strijkorkest
- Musik nr. 2, voor kamerorkest
- Nordische Musik, voor piano en orkest
- Partita, voor piano en kamerorkest
- Pastorale und Ritornell, voor orkest
- Portugesische Suite, voor orkest (onvoltooid)
- Scherzo, voor orkest
- Serenata ironica, voor strijkorkest
- Sinfonische Musik, voor altviool en strijkorkest
- Suite, voor cello en kamerorkest
- Von der edlen Musik, voor orkest

### Werken voor harmonieorkest of koperensemble
- 1976 Ländliche Festmusik
  1. Festruf
  2. Ländlicher Reigen
  3. Tiroler Post
- 1978 Bläserspiel "Laßt doch der Jugend freien Lauf"
- 1980 Tanz-Suite
- 1983 Choral-Intrada über "Wach auf, wach auf, du deutches Land", voor twee blazerskoren
- Blechsalat, voor koperensemble
- Degerlocher Kupfer, voor harmonieorkest
- Die lustigen Musikanten, variaties voor harmonieorkest
- Festliches Präludium, voor harmonieorkest
- Finckenschlag; 5 Variationen über "Alle Vögel sind schon da", voor harmonieorkest

### Muziektheater

#### Toneelmuziek
- Da lachen ja die Hühner, een muzikaal verhaal vrij naar Clemens Brentanos "Gockel, Hinkel und Gackeleia", voor spreker, gemengd koor en kamerorkest
- Die Heirat (Het huwelijk), zangspel naar Nikolaj Gogol

### Vocale muziek

#### Cantates
- 1941 Eine Sternenkantate nach Liedern von Hans Baumann, voor gemengd koor, blazers, violen en cello
- 1943 Wunder der Weihnacht, cantate voor driestemmig meisjeskoor (SSA), 2 blokfluiten, 3 violen en cello
- 1954 Wir sind die Musikanten, cantate voor spreker, kinderkoor, gemengd koor, 3 blokfluiten, dwarsfluit, klarinet in C, trompet, 2 violen, altviool, cello, contrabas, accordeon en slagwerk
- 1956 Musik Musik, du bist die tiefste Labe, cantate voor gemengd koor, dwarsfluit, glockenspiel, klavecimbel en strijkorkest - tekst: Hermann Claudius
- 1956 Winterkantate, cantate voor solisten, gemengd koor sopraanblokfluit, dwarsfluit, hobo, 2 violen, altviool, cello, contrabas en slagwerk
- 1967 Das Hasenspiel, cantate voor een- tot tweestemmig jeugdkoor en instrumenten - tekst: Christian Morgenstern
- 1971 Adventskantate: "Nun naht die heilʹge Stund", cantate voor gemengd koor en instrumenten
- Das Osterbuch, cantate voor kinderkoor en instrumenten
- Fastnachtskantate (Vastenavondcantate)
- Stuttgart aus der Kehle geschüttelt, cantate voor gemengd koor en orkest

#### Werken voor koor
- 1937 Flammenruf, voor unisonokoor en strijkers - tekst: Wolfgang Jünemann
- 1937-1939 Der Jahresspiegel - eine Folge kleiner Monatsmusiken, voor gemengd koor 
  1. Januar: Das Jahr laßt uns beginnen
  2. Februar: Die Fas(t)nacht bringt viel Freuden zwar
  3. März: Im Märzen der Bauer
  4. April: Vom Kuckuck auf dem Baume
  5. Mai: Der Maie, der Maie
  6. Juni: Wir sind die Musikanten
  7. Juli: Viel Freuden mit sich bringet die schöne Sommerzeit
  8. August: Erntetanz
  9. September: Laterne, Laterne
  10. Oktober: Eine Jagdmusik
  11. November: Nirgends hört man mehr den Schall
  12. Dezember: Flamme empor
- 1938 Eine kleine Vespermusik über C-a-f-f-e-e, voor driestemmig gemengd koor, dwarsfluit, viool en altviool - tekst: Carl Gottlieb Hering
- 1944 Ein helles Licht ist uns entbrannt, voor driestemmig vrouwenkoor - tekst: Lothar Stengel von Rutkowski
- 1950 Kleine Musiken nach plattdeutschen Volksweisen, voor unisonokoor en strijkers (of blokfluiten)
- 1952 Winde wehn, Schiffe gehn, Zweeds zeemanslied voor unisonokoor, 2 violen, altviool en cello
- 1954 Und in dem Schneegebirge ..., lied vanuit Silezië voor mannenkoor
- 1954 Hin über die Almen, lied vanuit Stiermarken voor mannenkoor
- 1955 Niederdeutsche Lieder und Tänze, voor gemengd koor en instrumenten
- 1959 Vier Lieder von den Hebriden, voor sopraan en vier- tot zesstemmig gemengd koor - tekst: Hans Baumann
- 1960 Ringel(natz)-Reihen, vijf liederen voor 3 gelijke stemmen en piano - tekst: Joachim Ringelnatz
- 1961 Drei Gesänge, voor gemengd koor 
  1. Gebet: "All, die gefallen in Meer und Land ..." - tekst: Siegfried Goes
  2. Vorfrühling: "Laßt uns nun vergessen die Qual" - tekst: Ricarda Huch
  3. Krug und Quelle: "O du Quelle!" - tekst: Max Wegner
- 1961 O Jesulein süß, voor mannenkoor - tekst: Valentin Thilo
- 1964 Minnespiegel - Variationen über fünf alte Liebeslieder, voor gemengd koor
- Europäische Weihnacht (Europees kerstfeest), voor gemengd koor en orkest  
  1. Schmücke unsern Saal (Engeland)
  2. Schon entflieht die Winternacht (Spanje)
  3. Weihnacht ist da (Frankrijk)
  4. Lied der Pfifferei (Italië)
  5. O Christnacht (Nederland)
  6. Weihnachtliches Tanzlied (Zweden)
  7. Es ist ein Ros' entsprungen (Duitsland)
- Lieder und Tänze aus Pommern, voor gemengd koor en orkest
- Ostpreussische Lieder und Tänze, voor gemengd koor en orkest
- Pappelmäulchen, voor kinderkoor en hobo
- Schlaf wohl, voor mannenkoor

#### Liederen
- Schwarzer Orpheus, voor vrouwenstem en orkest
- Seemusik, voor zangstem en piano

### Kamermuziek
- 1935 Hamburger Tänze - Suite naar dansen van Reinhard Keiser, voor 2 violen (of dwarsfluit en viool), cello en piano (of klavecimbel)
  1. Marsch
  2. Passepied
  3. Menuett
  4. Bourrée
  5. Gavotte
  6. Siciliano
  7. Bourrée
- 1949 Musik, voor altviool en piano
- 1953 Divertimento, voor sopraanblokfluit, altblokfluit, 2 violen, altviool en cello
- 1954 Frühlingsmusik, voor 2 sopraan- en altblokfluit
- 1955 Divertimento, voor dwarsfluit (of hobo), 2 violen, altviool en cello
- 1956 Finckenschlag - 5 Variationen über "Alle Vögel sind schon da", voor blaaskwintet
- 1956 Miniatrio, voor viool, altviool en cello
- 1956 Musik nach schlesischen Volksliedern, voor 3 blokfluiten
- 1957 Divertimento, voor dwarsfluit, klarinet en fagot
- 1960 Concertino, voor dwarsfluit, viool, cello en piano
- 1965 Suite, voor dwarsfluit, cello en gitaar
- 1969 5 Inventionen, voor dwarsfluit en klarinet
- 1971 Hafenmelodie, voor vier accordeons, contrabas, elektronium en slagwerk
- 1972 Feldmusik nr. 1, voor 2 trompetten
- 1972 Feldmusik nr. 2, voor 3 trompetten
- 1973 Feldmusik nr. 3, voor 2 trompetten en 2 trombones
- 1973 Feldmusik nr. 4, voor 2 trompetten en 3 trombones
- 1980 2 serenades, voor dwarsfluit, viool en altviool
- ¹980 Flauto a quattro, voor 2 sopraan- en 2 altblokfluiten
- 1980 Sonatine in Bes majeur, voor klarinet en piano
- 1982 7 x 3, zeven lichte stukken voor 3 klarinetten
- 1982 Duo concertante in C majeur, voor viool en cello
- 1982 Flauto a cinque, voor 2 sopraan-, 2 alt- en tenorblokfluit
- 1982 Flauto a sei - Variationen über ein Thema von Bartók, voor 3 sopraan-, 2 alt- en tenorblokfluit
- 3 Pastelle, voor dwarsfluit, piano en strijkers
- 5 Advents- und Weihnachtsmusiken, voor dwarsfluit, hobo en strijkers
- Divertimento, voor dwarsfluit, klarinet en piano
- Ein kleines Hauskonzert, voor 2 piano's, viool en altviool
- Elegia e Rondò bucolico, voor dwarsfluit en strijkers
- Hühnerhof, voor houtblazers
- Konzertante Suite, voor houtblaasinstrumenten en strijkers
- Kuhlaudatio - Variaties over een thema van Friedrich Kuhlau, voor dwarsfluit, 2 violen en cello
- Quodlibet, voor houtblazers
- Spassetterln, 5 delen naar stukken van Wolfgang Amadeus Mozart voor 3 blokfluiten en 3 dwarsfluiten (of 2 piccolo's en 4 dwarsfluiten)

### Werken voor piano
- 1932 3 Stukken
- 1982 Zwölf Kanons im Fünftonraum
- 1983 Sonatine
- Bagatellen
- Fuge in C majeur
- Wiegenlied für Henrik

### Werken voor accordeon(orkest)
- 1954 Ländliche Suite, voor accordeonorkest
- 1954 Zwei Tänze, voor accordeonorkest
- 1968 Suite baroque, voor accordeonorkest

### Werken voor tokkelorkest
- 1976 Commedia dell' arte, suite voor tokkelorkest
- 1980 Concertone, voor Mandoloncello en tokkelorkest
- 1983 Serenata semplice, voor tokkelorkest
- Japanische Skizzen, voor tokkelorkest en slagwerk

### Werken voor gitaar
- 1965 Suite
- 1973 10 leichte Stücke, voor 2 gitaren
- 1980 Zugegriffen - 12 leichte Stücke

### Filmmuziek
- Amerika